# Caney
|  | Per a altres significats, vegeu «Caney (Kansas)». |

Caney és un poble al Comtat d'Atoka a l'estat d'Oklahoma. D'acord al cens del 2000 tenia 199 habitants.

## Demografia
Segons el cens del 2000 Caney tenia 199 habitants, 85 habitatges, i 57 famílies. La densitat de població era de 91,5 habitants per km².
Dels 85 habitatges en un 31,8% hi vivien nens de menys de 18 anys, en un 48,2% hi vivien parelles casades, en un 14,1% dones solteres, i en un 31,8% no eren unitats familiars. En el 31,8% dels habitatges hi vivien persones soles el 10,6% de les quals corresponia a persones de 65 anys o més que vivien soles. El nombre mitjà de persones vivint en cada habitatge era de 2,34 i el nombre mitjà de persones que vivien en cada família era de 2,95.
Per edats la població es repartia de la següent manera: un 26,6% tenia menys de 18 anys, un 10,1% entre 18 i 24, un 25,6% entre 25 i 44, un 26,1% de 45 a 60 i un 11,6% 65 anys o més.
L'edat mediana era de 39 anys. Per cada 100 dones de 18 o més anys hi havia 92,1 homes.
La renda mediana per habitatge era de 14.063 $ i la renda mediana per família de 17.045 $. Els homes tenien una renda mediana de 18.438 $ mentre que les dones 18.125 $. La renda per capita de la població era de 6.825 $. Entorn del 25% de les famílies i el 36,5% de la població estaven per davall del llindar de pobresa.

## Poblacions properes
El següent diagrama mostra les poblacions més properes.